# Дикий шовк

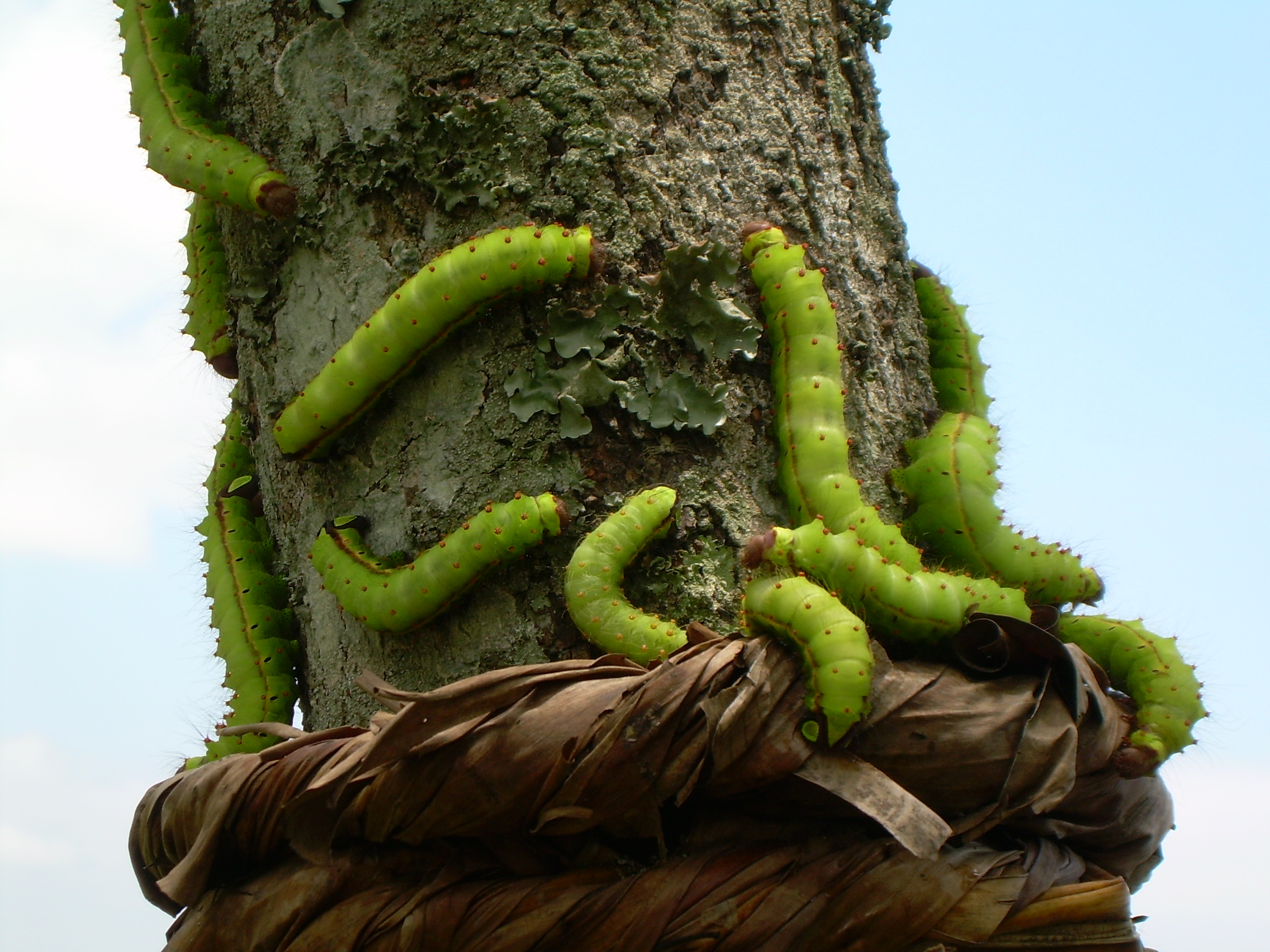
Гусениці дикого шовку

З давніх-давен природний шовк використовувався багатьма країнами, хоча масштаби його виробництва значно менші від масштабів виробництва спеціально вирощених шовкопрядів.
Дикий шовк не слід плутати з дуже рідкісним морським шовком, який виробляється з волокон або віссону морської мушлі та споріднених їй видів.
Спеціально вирощених черв'яків-шовкопрядів виду Bombyx mori (Linnaeus, 1758), як правило, вбивають перед тим як лялечки вилупляться з кокону, проколюючи їх голкою, або занурюючи кокони у киплячу воду, тим самим не пошкоджуючи цілісність нитки. Це дозволяє виткати набагато тоншу шовкову тканину.
У світі налічується понад 500 видів диких шовкопрядів, але лише деякі з них використовуються для виробництва тканини. На відміну від спеціально вирощеного виду Bombyx mori, дикі шовкопряди виробляють жорсткіший та грубший шовк. Дикий шовк, як правило, збирають після того як міль залишила кокон, під час цього процесу нитки перерізуються в результаті чого вона виходить не суцільною, як у випадку з одомашненими шовкопрядами. Дикий шовк, як правило, складніше відбілювати та фарбувати, на відміну від шовку Bombyx Mori, проте більшість з них має привабливі природні забарвлення, особливо багатий золотий блиск шовку виробництва шовкопряда Муга з Ассаму, що частіше відомий під назвою Ассам.